# 道の駅かわさき
道の駅かわさき（みちのえき かわさき）は、岩手県一関市川崎町にある国道284号の道の駅である。愛称は川の灯。

## 施設
- 駐車場
  - 普通車：67台[いつ?]
  - 大型車：13台
  - 身障者用：4台
- トイレ（いずれも24時間利用可能）
  - 男：大 3器、小 10器
  - 女：10器
  - 身障者用：2器
- 公衆電話：1台
- 公衆FAX：1台
- ふれあいドンと館
  - 農産物直売所
  - レストラン
  - ファストフード
  - 情報案内所
  - 休憩所
- 道路情報案内板
- 緑地広場

## アクセス
- 国道284号
  - 岩手県道168号薄衣舞川線
  - 岩手県道189号東和薄衣線
  - 岩手県道282号東山薄衣線

## 周辺
- 北上川
- 砂鉄川
- 一関市役所川崎支所
- 一関市立薄衣小学校
- 一関市立川崎中学校
- 高速バス：仙台 - 大船渡線「道の駅川崎」バス停